# アスキー・メディアワークス
アスキー・メディアワークス（英: ASCII MEDIA WORKS）は、日本の出版社。KADOKAWAのブランドの一つ。
2008年（平成20年）4月1日にかつては出版社・ゲームメーカー・キャラクター開発販売を運営、手掛けていたメディアワークスがIT系出版社のアスキー（新社）を吸収合併し、株式会社アスキー・メディアワークス（英: ASCII MEDIA WORKS Inc.）として発足した。
2013年（平成25年）10月1日にKADOKAWAへ吸収合併され、ブランドカンパニー（社内カンパニー）の一社となった後、ブランドカンパニーを廃止した2015年（平成27年）4月以降は事業局となり、2018年（平成30年）4月1日に事業局も廃止された。以降はKADOKAWA社内に残された旧メディアワークス社系の書籍・雑誌（主に『電撃』サブブランド）に対するブランド名としてのみ存続している。

## 沿革

関連会社の統廃合図

### 株式会社アスキーおよび株式会社メディアワークス
- 1977年（昭和52年）5月24日 - 株式会社アスキー（旧社）を設立。
- 1991年（平成3年）6月24日 - 株式会社アストロアーツを設立。
- 1992年（平成4年）10月15日 - 株式会社メディアワークスを設立。主婦の友社の支援を受ける。
- 1999年（平成11年） - メディアワークス、主婦の友社との提携を解消し同社の発行物は角川書店発売となる。
- 2000年（平成12年）4月1日 - アスキー（旧社）、エンターテインメント関連事業をエンターブレインに譲渡。
- 2002年（平成14年）11月18日 - アストロアーツが「アスキー」に社名を変更し、アスキー（旧社）の出版事業を譲り受ける。アスキー（旧社）は「メディアリーヴス」に社名を変更し、持株会社化。
- 2004年（平成16年）3月18日 - 「角川ホールディングス」（旧・角川書店（初代）、後の角川グループホールディングス→KADOKAWA）が株式公開買い付けによりメディアリーヴスを子会社化。

### 株式会社アスキー・メディアワークス
- 2008年（平成20年）
  - 4月1日 - メディアワークスがアスキーを吸収合併し、「株式会社アスキー・メディアワークス」に社名変更。また、これ以降、同社の出版物のISBN出版社コードは角川書店と同じ「04」になる。
  - 7月7日 - 千代田区神田駿河台（旧・メディアワークス本社）から新宿区西新宿に本社を移転。
- 2010年（平成22年）3月4日 - 「株式会社魔法のiらんど」の発行済み株式70%を取得、子会社化。
- 2011年（平成23年）
  - 1月1日 - 「魔法のiらんど」を吸収合併[1]。
  - 1月20日 - 同年4月1日よりアスキー・メディアワークスをはじめとする他のグループ各社の家庭用ゲームパブリッシング事業を「角川ゲームス」に統合することを発表する。[2]
  - 3月下旬以降 - 電撃ブランド各誌・サイトにて統一チャリティー企画を実施。
  - 5月23日 - 千代田区富士見の角川第3本社ビルに本社を移転。
- 2013年（平成25年）2月1日 - リサーチ・メディア部門の「角川アスキー総合研究所」が分離し、角川グループホールディングス傘下の新会社として発足する[3]。

### 株式会社KADOKAWA アスキー・メディアワークス
- 2013年（平成25年）10月1日 - KADOKAWAに吸収合併され、ブランドカンパニーとなった[4]。
- 2014年（平成26年）12月24日 - アスキーブランドのIT技術書発行を手がけてきたハイエンド書籍部を「ドワンゴ」に移管し、KADOKAWAとドワンゴの共同レーベル「アスキードワンゴ」を発足させると発表[5]。
- 2015年（平成27年）4月 - KADOKAWAがブランドカンパニー制を廃止、事業局になる。
- 2018年（平成30年）4月 - アスキー・メディアワークス事業局のアスキー事業を「角川アスキー総合研究所」へ移管する[3]。

### 株式会社角川アスキー総合研究所 & 株式会社KADOKAWA
- 2018年（平成30年）4月1日 - アスキー・メディアワークス事業局を廃止。アスキー事業はグループ会社の「株式会社角川アスキー総合研究所」に移管[6]。メディアワークス事業は文芸局とコミック＆キャラクター局に移管し、文芸局に「電撃メディアワークス編集部」が発足する。
- 2019年（令和元年）10月1日 - ゲーム系雑誌の発行を「KADOKAWA Game Linkage」に移管する。
- 2021年（令和3年）8月17日 - KADOKAWAオフィシャルサイト内のアスキー・メディアワークスのブランドページが閉鎖[7]。

## 刊行物

### 雑誌
- キャラぱふぇ
- 月刊コミック電撃大王
  - コミック電撃だいおうじ
- 電撃マオウ
- 電撃萌王
- LoveLive!Days ラブライブ！総合マガジン

#### かつて発行していた雑誌

##### 電撃系
- 電撃G's magazine（1992年 - 2022年）
- 電撃ホビーマガジン（1998年 - 2015年[8]）
- フィギュアマニアックス乙女組 ※ 電撃ホビーマガジン増刊
- DENGEKI HIME（2001年 - 2014年）
- iモードで遊ぼう!（2001年 - 2012年[9]） 増刊誌
- シルフ（2006年 - 2017年）
- 電撃レイヤーズ  ムック
- 電撃黒「マ）王  増刊誌
- VISUALBOY BRUSH  アスキードットPC増刊
- 電撃PSP　電撃PlayStation増刊誌
- 電撃ゲームス（2009年 - 2011年[10]） 増刊誌
- 電撃G's Festival!（2004年 - 2015年） 増刊誌
- 電撃Girl's Style（2010年 - 2018年）
- 電撃大王ジェネシス  増刊誌
- 電撃ARCADEカードゲーム（2007年 - 2009年） → 電撃アーケードゲーム（2010年 - 2016年） 電撃PlayStation増刊
- 電撃G'sコミック（2014年 - 2019年） WEB媒体に移行
- 電撃コミック ジャパン デジタルマガジン、休刊
- COMIC@LOID 電子雑誌。紙雑誌版も刊行されていた。
- COMIC it ※ 紙雑誌（書籍）、公式サイト、スマートフォンアプリの3媒体で展開するコミック誌[11]。2018年（平成30年）2月に紙雑誌（書籍）の刊行終了。同年11月に公式サイトおよびスマートフォンアプリを終了し、pixivコミックなどでの連載に移行。
- 電撃PlayStation ※ KADOKAWA Game Linkageに移行
- 電撃Nintendo ※ 同上
- 電撃文庫MAGAZINE（2007年 - 2020年）

##### ASCII系
- 週刊アスキー - 2015年6月9日号（5月26日発売）で休刊（電子版は継続）。以後はウェブサイト『週アスPLUS』を『週刊アスキー』と改題し移行。
- アスキーPC - 2013年3月号からアスキードットPCより改題、2013年8月号（6月24日発売）で休刊
- 月刊アスキードットテクノロジーズ - 2011年9月号（7月24日発売）で休刊
- 月刊ビジネスアスキー - 2010年3月号（1月23日発売）で休刊
- アスキークラウド - 2013年4月24日創刊準備号刊行、7月24日から月刊誌として正式創刊（9月号）。2014年10月号（8月24日発売）で休刊
- MacPeople - 2014年11月号（9月29日発売）で休刊
- Ubuntu Magazine Japan - 隔月刊 → 季刊 → 不定期刊
- MACPOWER - 2010 Vol.2（2010年9月3日発売）で事実上休刊
- MIKU-Pack music & artworks feat.初音ミク - 第18号（2016年3月15日発売）で休刊

### 書籍
- 姫野かげまる 他『ファミ通コミックキッズ ヨッシーアイランド』1995年
- 伊達巌『神の暗号 - 旧約聖書に埋め込まれた日本の未来とは』1999年
- 有川浩『図書館戦争』（ハードカバー版）2006年 - 2008年（2008年アニメ化、2012年アニメ映画化、2013年 - 2015年実写映画・実写ドラマ化）

#### 電撃系（書籍）
- 電撃文庫
  - フォーチュン・クエスト（1997年テレビアニメ化）
  - ブギーポップは笑わない（1999年、2019年テレビアニメ化、2000年実写映画化、2005、2007年アニメ映画化）
  - キノの旅（2003年、2017年テレビアニメ化）
  - 住めば都のコスモス荘（2003年テレビアニメ化）
  - スターシップ・オペレーターズ（2005年テレビアニメ化）
  - 撲殺天使ドクロちゃん（2005年、2007年OVA化）
  - 灼眼のシャナ（2005年、2007年、2011年テレビアニメ化、2007年アニメ映画化、2009年OVA化）
  - イリヤの空、UFOの夏（2005年OVA化）
  - 半分の月がのぼる空（2006年テレビアニメ化、2006年テレビドラマ化、2010年実写映画化）
  - いぬかみっ!（2006年テレビアニメ化）
  - 護くんに女神の祝福を!（同）
  - しにがみのバラッド。（2006年テレビアニメ化、2007年テレビドラマ化）
  - BACCANO!（2007年テレビアニメ化）
  - 狼と香辛料（2008年、2009年、2024年テレビアニメ化）
  - アリソンとリリア（2008年テレビアニメ化）
  - 我が家のお稲荷さま。（同）
  - とらドラ!（同）
  - 乃木坂春香の秘密（2008年、2009年テレビアニメ化、2012年OVA化）
  - とある魔術の禁書目録（2008年、2010年、2018年テレビアニメ化、2013年アニメ映画化）
  - アスラクライン（2009年テレビアニメ化）
  - デュラララ!!（2010年、2015年、2016年テレビアニメ化）
  - れでぃ×ばと!（2010年テレビアニメ化）
  - オオカミさんと七人の仲間たち（同）
  - 俺の妹がこんなに可愛いわけがない（2010年、2013年テレビアニメ化）
  - 嘘つきみーくんと壊れたまーちゃん（2011年実写映画化）
  - 電波女と青春男（2011年テレビアニメ化）
  - ロウきゅーぶ!（2011年、2013年テレビアニメ化）
  - 神様のメモ帳（2011年テレビアニメ化）
  - C3 -シーキューブ-（同）
  - 境界線上のホライゾン（2011年、2012年テレビアニメ化）
  - アクセル・ワールド（2012年テレビアニメ化、2016年アニメ映画化）
  - ソードアート・オンラインシリーズ（2012年、2014年、2018年 - 2020年テレビアニメ化、2017年、2021年、2022年アニメ映画化）
  - さくら荘のペットな彼女（2012年テレビアニメ化）
  - アラタなるセカイ（2012年OVA化）
  - はたらく魔王さま!（2013年、2022年、2023年テレビアニメ化）
  - ゴールデンタイム（2013年テレビアニメ化）
  - ある日、爆弾がおちてきて（2013年テレビドラマ化）
  - ストライク・ザ・ブラッド（2013年テレビアニメ化、2015年、2016年、2018年、2020年、2022年OVA化）
  - ブラック・ブレット（2014年テレビアニメ化）
  - 魔法科高校の劣等生（2014年、2020年、2021年、2024年テレビアニメ化、2017年アニメ映画化）
  - ヘヴィーオブジェクト（2015年テレビアニメ化）
  - ネトゲの嫁は女の子じゃないと思った?（2016年テレビアニメ化）
  - ねじ巻き精霊戦記 天鏡のアルデラミン（同）
  - ゼロから始める魔法の書（2017年テレビアニメ化）
  - 天使の3P!（同）
  - エロマンガ先生（2017年テレビアニメ化、2019年OVA化）
  - 青春ブタ野郎はバニーガール先輩の夢を見ない（2018年テレビアニメ化、2019年、2023年アニメ映画化）
  - ガーリー・エアフォース（2019年テレビアニメ化）
  - 俺を好きなのはお前だけかよ（2019年テレビアニメ化、2020年OVA化）
  - 安達としまむら（2020年テレビアニメ化）
  - 魔王学院の不適合者 〜史上最強の魔王の始祖、転生して子孫たちの学校へ通う〜（2020年、2023年、2024年テレビアニメ化）
  - 86-エイティシックス-（2021年テレビアニメ化）
  - 幼なじみが絶対に負けないラブコメ（同）
  - 錆喰いビスコ（2022年テレビアニメ化）
  - Fate/strange Fake（同）
  - 七つの魔剣が支配する（2023年テレビアニメ化）
  - 豚のレバーは加熱しろ（同）
  - 声優ラジオのウラオモテ（2024年テレビアニメ化）
  - 恋は双子で割り切れない（同）
  - ギルドの受付嬢ですが、残業は嫌なのでボスをソロ討伐しようと思います（同）
- 電撃の新文芸
  - 異修羅（2023年テレビアニメ化）
  - Unnamed Memory（2024年テレビアニメ化）
- 電撃ゲーム文庫
- メディアワークス文庫
  - ビブリア古書堂の事件手帖（2013年テレビドラマ化、2018年実写映画化）
  - 探偵・日暮旅人（2015年テレビドラマ化）
  - ちょっと今から仕事やめてくる（2017年実写映画化）
  - 博多豚骨ラーメンズ（2018年テレビアニメ化）
  - 君は月夜に光り輝く（2019年実写映画化）
  - 初恋ロスタイム（同）
  - 恋する寄生虫（2021年実写映画化）
  - 今夜、世界からこの恋が消えても（2022年実写映画化）
  - 物産展の女（2025年テレビドラマ化）
  - 恋に至る病（2025年実写映画化）
- B-PRINCE文庫
- ジュエルブックス
- ジュエル文庫
- 電撃コミックス
  - 爆れつハンター（1995年テレビアニメ化、1996年OVA化）
  - エルフを狩るモノたち（1996年、1997年テレビアニメ化）
  - EAT-MAN（1997年、1998年テレビアニメ化）
  - HAUNTEDじゃんくしょん（1997年テレビアニメ化）
  - 鉄コミュニケイション（1998年テレビアニメ化）
  - D4プリンセス（1999年テレビアニメ化）
  - 臣士魔法劇場 リスキー☆セフティ（同）
  - シーバス1-2-3（1999年OVA化）
  - ぴたテン（2002年テレビアニメ化）
  - GUNSLINGER GIRL（2003年、2008年テレビアニメ化）
  - DearS（2004年テレビアニメ化）
  - 苺ましまろ（2005年テレビアニメ化、2007年、2009年OVA化）
  - 鍵姫物語 永久アリス輪舞曲（2006年テレビアニメ化）
  - かしまし 〜ガール・ミーツ・ガール〜（同）
  - Venus Versus Virus（2007年テレビアニメ化）
  - MURDER PRINCESS（同）
  - BLUE DROP（同）
  - こはるびより（2007年OVA化）
  - ケメコデラックス!（2008年テレビアニメ化）
  - ロッテのおもちゃ!（2011年テレビアニメ化）
- 電撃コミックスEX
  - 銀河戦国群雄伝ライ（1994年テレビアニメ化）
  - あずまんが大王（2000年OVA化、2001年アニメ映画化、2002年テレビアニメ化）
  - ココロ図書館（2001年テレビアニメ化）
  - ニニンがシノブ伝（2004年テレビアニメ化）
  - 一撃殺虫!!ホイホイさん（2004年OVA化）
  - 百合星人ナオコサン（2010年OVA化）
- 電撃コミックスNEXT
  - この美術部には問題がある!（2016年テレビアニメ化）
  - ガヴリールドロップアウト（2017年テレビアニメ化）
  - 三ツ星カラーズ（2018年テレビアニメ化）
  - やがて君になる（同）
  - ひとりぼっちの○○生活（2019年テレビアニメ化）
  - 愚かな天使は悪魔と踊る（2024年テレビアニメ化）
- シルフコミックス
  - BROTHERS CONFLICT（2013年テレビアニメ化、2014年OVA化）
  - プリンス・オブ・ストライド（2016年テレビアニメ化）

#### ASCII系（書籍）
- アスキー新書

#### 魔法のiらんど系
- スイート★ノベル
- 魔法のiらんど文庫
- 魔法のiらんどコミックス

## アニメ
電撃文庫、電撃コミックスなどの社内原作のアニメ作品やオリジナルアニメ作品、ゲーム原作のアニメ化作品を企画・製作している。ここでは、オリジナルアニメ作品（メディアミックス作品）、ゲーム原作のアニメ作品を記載する。
- あかねさす少女
- Angel Beats!
- ガーリッシュナンバー
- ガールフレンド（仮）
- ガンスリンガー ストラトス
- 恋と選挙とチョコレート
- シスター・プリンセスシリーズ
- Charlotte
- 少女たちは荒野を目指す
- スタミュシリーズ
- ななついろ★ドロップス
- にゃんぼー!
- ビビッドレッド・オペレーション
- フィギュア17 つばさ&ヒカル
- 双恋シリーズ
- BROTHERS CONFLICT
- プラスティック・メモリーズ
- Persona4 the ANIMATION
- 結城友奈は勇者であるシリーズ
- ラブライブ!シリーズ
- Rewrite
- RELEASE THE SPYCE

## ゲームソフト

### ニンテンドーDS
- Dear Girl〜Stories〜 響 響特訓大作戦！
- かものはしかも。あいまい生活のすすめ
- 狼と香辛料 海を渡る風
- 電撃学園RPG Cross of Venus

### PlayStation Portable
- マリッジロワイヤル プリズムストーリー
- 乃木坂春香の秘密 同人誌はじめました♥
- とある魔術の禁書目録
- デュラララ!! 3way standoff（発売元）

## Web媒体
- 電撃オンライン （日本語）
- ASCII.jp
- 魔法のiらんど